# Lucia di Tripoli
Lucia di Poitiers nota anche come Lucia di Tripoli (... – 1299 circa) fu l'ultima dei conti di Tripoli.

## Biografia
Era figlia di Boemondo VI d'Antiochia e Sibilla d'Armenia.
Quando suo fratello, Boemondo VII d'Antiochia morì nel 1287, la loro madre nominò reggente Bertrando di Gibelet. Questi divenne molto impopolare, i nobili proclamarono la fine della dinastia ed istituirono il libero comune, eleggendo Bartolomeo Embriaco come sindaco.
Lucia allora si recò a Tripoli da Auxerre per prendere il controllo della Contea, ma incontrò l'opposizione sia del Comune che dei Genovesi. Questi ultimi, sostenuti dall'ammiraglio Benedetto Zaccaria, si ribellarono a Lucia e tentarono di insediare un podestà di loro gradimento alla guida della città, il che avrebbe fatto di Tripoli, essenzialmente, una colonia Genovese. A seguito di ciò gli esponenti del Comune accettarono di riconoscere Lucia, ma questa, inaspettatamente, si alleò invece con i Genovesi.
Si suppone che, temendo che Tripoli diventasse definitivamente una colonia genovese, gli emissari veneziani e pisani, che pure avevano importanti legami commerciali con la città, chiesero l'intervento del sultano mamelucco Saīf al-Dīn Qalawūn al-'Ālfī al-Manṣūr.
Lucia si alleò con i Mongoli, questi sapendo che anche con il loro aiuto Tripoli era troppo debole per difendersi chiesero appoggio dall'Europa, ma inutilmente. Qalawun assediò Tripoli per un mese nel 1289 e la conquistò il 29 aprile. Due anni dopo anche San Giovanni d'Acri, l'ultima roccaforte dei Crociati in Terra santa, fu espugnata.
Non si conosce la data della morte di Lucia.

### Matrimonio e discendenza
Narjot de Toucy, che Lucia aveva sposato ad Auxerre attorno al 1275 o 1278, non andò mai a Tripoli a far valere i diritti che aveva acquisito sulla contea attraverso il matrimonio, ma rimase ad occuparsi dei suoi affari nel Regno di Napoli, dove morì nel 1292.
Narjot e Lucia ebbero un figlio, Filippo II de Toucy (morto nel 1300), che ereditò la signoria di Laterza alla morte del padre ed il titolo di pretendente di Antiochia alla morte di Lucia.

## Ascendenza
|                         |                        |                             | Genitori                 |  |  | Nonni |  |  | Bisnonni                |  |  | Trisnonni                |  |
|                         |                        |                             |                          |  |  |       |  |  | Boemondo IV d'Antiochia |  |  | Boemondo III d'Antiochia |  |
|                         |                        |                             |                          |  |  |       |  |  | Boemondo IV d'Antiochia |  |  | Boemondo III d'Antiochia |  |
|                         |                        | Orgueilleuse di Harenc      |                          |  |  |       |  |  | Boemondo IV d'Antiochia |  |  |                          |  |
| Boemondo V d'Antiochia  |                        |                             |                          |  |  |       |  |  | Boemondo IV d'Antiochia |  |  |                          |  |
|                         |                        | Plaisance di Gibelletto     | Ugo III Embriaco         |  |  |       |  |  |                         |  |  |                          |  |
|                         |                        | Plaisance di Gibelletto     | Ugo III Embriaco         |  |  |       |  |  |                         |  |  |                          |  |
|                         |                        | Plaisance di Gibelletto     | Stefania di Milly        |  |  |       |  |  |                         |  |  |                          |  |
| Boemondo VI d'Antiochia |                        | Plaisance di Gibelletto     |                          |  |  |       |  |  |                         |  |  |                          |  |
|                         |                        | Paolo dei Conti di Segni    | Riccardo Conti di Sora   |  |  |       |  |  |                         |  |  |                          |  |
|                         |                        | Paolo dei Conti di Segni    | Riccardo Conti di Sora   |  |  |       |  |  |                         |  |  |                          |  |
|                         |                        | Paolo dei Conti di Segni    | …                        |  |  |       |  |  |                         |  |  |                          |  |
| Luciana di Segni        |                        | Paolo dei Conti di Segni    |                          |  |  |       |  |  |                         |  |  |                          |  |
|                         |                        | Filippa Galardo             | …                        |  |  |       |  |  |                         |  |  |                          |  |
|                         |                        | Filippa Galardo             | …                        |  |  |       |  |  |                         |  |  |                          |  |
|                         |                        | Filippa Galardo             | …                        |  |  |       |  |  |                         |  |  |                          |  |
| Lucia di Tripoli        |                        | Filippa Galardo             |                          |  |  |       |  |  |                         |  |  |                          |  |
|                         | Costantino di Barbaron | Vassag di Barbaron          |                          |  |  |       |  |  |                         |  |  |                          |  |
|                         | Costantino di Barbaron | Vassag di Barbaron          |                          |  |  |       |  |  |                         |  |  |                          |  |
|                         | Costantino di Barbaron | …                           |                          |  |  |       |  |  |                         |  |  |                          |  |
| Aitone I d'Armenia      | Costantino di Barbaron |                             |                          |  |  |       |  |  |                         |  |  |                          |  |
|                         |                        | Alice Pahlavouni di Lampron | Aitone III di Lampron    |  |  |       |  |  |                         |  |  |                          |  |
|                         |                        | Alice Pahlavouni di Lampron | Aitone III di Lampron    |  |  |       |  |  |                         |  |  |                          |  |
|                         |                        | Alice Pahlavouni di Lampron | Rita                     |  |  |       |  |  |                         |  |  |                          |  |
| Sibilla d'Armenia       |                        | Alice Pahlavouni di Lampron |                          |  |  |       |  |  |                         |  |  |                          |  |
|                         |                        | Leone II d'Armenia          | Stefano d'Armenia        |  |  |       |  |  |                         |  |  |                          |  |
|                         |                        | Leone II d'Armenia          | Stefano d'Armenia        |  |  |       |  |  |                         |  |  |                          |  |
|                         |                        | Leone II d'Armenia          | Rita di Barbaron         |  |  |       |  |  |                         |  |  |                          |  |
| Isabella d'Armenia      |                        | Leone II d'Armenia          |                          |  |  |       |  |  |                         |  |  |                          |  |
|                         |                        | Sibilla di Lusignano        | Amalrico II di Lusignano |  |  |       |  |  |                         |  |  |                          |  |
|                         |                        | Sibilla di Lusignano        | Amalrico II di Lusignano |  |  |       |  |  |                         |  |  |                          |  |
|                         |                        | Sibilla di Lusignano        | Sibilla di Gerusalemme   |  |  |       |  |  |                         |  |  |                          |  |
|                         |                        | Sibilla di Lusignano        |                          |  |  |       |  |  |                         |  |  |                          |  |